# Малинове (Дніпровський район)
Мали́нове — село в Україні, у Новопокровській селищній територіальній громаді Дніпровського району Дніпропетровської області. Населення — 149 мешканців. На карті Генерального штабу Червоної Армії  1941 року назва села вказана Машиновий, а на карті 1942 року вже Малинове. Жителі села та народжені в ньому дотепер плутаются в його назві. До 1980 року практично всі місцеві називали його Машинове.

## Географія
Село Малинове знаходиться за 5 км від лівого берега річки Комишувата Сура, на відстані 1 км від села Котлярівка. По селу протікає висихна Балка Терновата з загатою.

## Населення

### Мова
Розподіл населення за рідною мовою за даними перепису 2001 року:
| Мова                | Відсоток |
| ------------------- | -------- |
| українська          | 92 %     |
| російська           | 4 %      |
| інші/не визначилися | 4 %      |

## Інтернет-посилання
- Погода в селі Малинове [Архівовано 20 грудня 2011 у Wayback Machine.]

1. ↑  Рідні мови в об'єднаних територіальних громадах України — Український центр суспільних даних